# Pavel Sitko
Pavel Valeryevich Sitko (tiếng Belarus: Павел Сітко; tiếng Nga: Павел Ситко; sinh 17 tháng 12 năm 1985 ở Rechytsa) là một cầu thủ bóng đá Belarus thi đấu ở vị trí tiền vệ cho Gomel.

## Sự nghiệp
Anh từng thi đấu cho đội tuyển quốc gia Belarus từ 2008 đến 2013. Sitko ghi bàn thắng đầu tiên cho đội tuyển trước Anh ở Minsk ngày 15 tháng 10 năm 2008, ở vòng loại World Cup.

## Danh hiệu
Shakhtyor Soligorsk
- Vô địch Cúp bóng đá Belarus: 2013–14

## Bàn thắng quốc tế
Tỉ số và kết quả liệt kê bàn thắng của Belarus trước.
| #  | Ngày                 | Địa điểm                            | Đối thủ    | Tỉ số | Kết quả | Giải đấu                 |
| -- | -------------------- | ----------------------------------- | ---------- | ----- | ------- | ------------------------ |
| 1. | 15 tháng 10 năm 2008 | Sân vận động Dinamo, Minsk, Belarus | Anh        | 1–1   | 1–3     | Vòng loại World Cup 2010 |
| 2. | 6 tháng 9 năm 2013   | Sân vận động Dinamo, Minsk, Belarus | Kyrgyzstan | 3–1   | 3–1     | Friendly                 |